# Earl Pomeroy
Pour les articles homonymes, voir Pomeroy.
Earl Ralph Pomeroy III, né le 2 septembre 1952 à Valley City, est un homme politique américain. Membre du Parti démocrate-Ligue non partisane, il représente le Dakota du Nord au Congrès des États-Unis de 1993 à 2011.

## Biographie
Diplômé en droit de l'université du Dakota du Nord en 1979, Earl Pomeroy devient avocat. Il siège à la Chambre des représentants du Dakota du Nord de 1981 à 1985, avant d'être élu commissaire aux assurances de l'État.
Proche de Byron Dorgan et Kent Conrad, ceux-ci l'encouragent à se présenter à la Chambre des représentants des États-Unis en 1992, lorsque Dorgan candidate au Sénat. Il est élu représentant de l'unique circonscription du Dakota du Nord avec 56,8 % des suffrages, devant le républicain John Korsmo à 39,4 %. Entre 1994 et 2002, il est réélu avec un score compris entre 52 et 57 % des voix. Il est réélu plus confortablement en 2004, 2006 et 2008, approchant ou dépassant les 60 % des suffrages.
Lors des élections de 2010, il affronte l'ancien chef de la majorité républicaine à la Chambre des représentants locale, Rick Berg. Il est critiqué par le républicain pour avoir voté en faveur de l'Obamacare et du sauvetage financier des industries financière et automobile. Berg l'emporte avec 55 % des voix contre 45 % pour Pomeroy.
Après avoir défendu pendant plusieurs années les intérêts des hôpitaux au Congrès, Earl Pomeroy devient lobbyiste dans le secteur de la santé après sa défaite aux législatives. Pour le magazine conservateur Washington Examiner, si l'Obamacare lui a fait perdre son siège, la réforme continue à l'enrichir.